# Biserica Santo Stefano din Capri
Biserica Santo Stefano este o biserică catolică și fostă catedrală de pe insula Capri (Italia). Dedicată Sfântului Ștefan, ea este principalul lăcaș de cult din orașul Capri. Complexul religios a fost construit în jurul Pieței Umberto I în secolul al XVII-lea. Ea a fost catedrală a Diecezei de Capri de la crearea sa și până în 1818.
Singurele părți rămase ale catedralei sunt turnul cu ceas și Palatul Arhiepiscopal, care este acum folosit ca primărie. Bisericile Santo Stefano și San Costanzo sunt cele mai vechi două biserici ale insulei.

## Istoric
Pe același loc în care se află Biserica Santo Stefano exista inițial o altă biserică cu hramul Sfânta Sofia și un vechi convent benedictin, care data din anul 580, din care mai există doar campanila aflată în Piazzetta: biserica nouă a fost construită începând din 1688, după proiectul arhitectului Francesco Antonio Picchiatti, și finalizată prin efortul lui Marziale Desiderio în 1697; a fost consacrată de episcopul Michele Vandeneyndel la 17 mai 1723, devenind catedrala Diecezei de Capri. Lucrările au continuat până în 1751, când au fost realizate balconul corului și unele amenajări interioare necesare; în 1818, odată cu desființarea Diecezei de Capri, și-a pierdut funcția de scaun episcopal.